# Puerto de Súbic
El Puerto de Súbic en Zambales, Filipinas, se encuentra en las cercanías de la bahía de Súbic, uno de los mejores puertos de Filipinas y su base más estratégica. El puerto de Súbic es uno de los más activos, más grandes, históricos y de los más importantes en las Filipinas.
La Famosa localización estratégica de la bahía de Súbic, sus fondeaderos protegidos, y el agua profunda se hicieron conocidas cuando el explorador español Juan de Salcedo informó de su existencia a las autoridades españolas a su regreso a Manila, después de que Salcedo llegó a Zambales para establecer un puesto de la corona española, pero sería muchos años antes de que los españoles consideraran el establecimiento de una base allí.
Solo hasta 1884, un real decreto declaró a la bahía de Súbic como puerto naval.
El 8 de marzo de 1885, la Armada Española autorizó la construcción del Arsenal en Olongapo y para el siguiente mes de septiembre, los trabajadores filipinos estaban trabajando en Olongapo.

## La Puerta Española
La Puerta Española, situada a la intersección entre Dewey Avenue y Samson Road, se construyó en 1885 y sirvió como entrada y salida occidental del Arsenal de Olongapo.  Una muralla alta de piedra enlazó la Puerta Española a la puerta del sur.
La Puerta Española sirvió también como cárcel durante las ocupaciones de Filipinas por España y Estados Unidos.
A 26 de noviembre de 2013, la Puerta Española se declaró oficialmente como un hito histórico por el National Historical Commission of the Philippines.